# Министерство экономики Республики Беларусь
Министерство экономики Республики Беларусь (Минэкономики; бел. Міністэрства эканомікі Рэспублікі Беларусь) — орган государственного управления, разрабатывающий общую стратегию экономического развития страны, реализующий политику в области привлечения инвестиций и развития предпринимательства, участвующий в разработке государственной политики по экономическим вопросам и осуществляющий некоторые функции по экономическому регулированию. Министр — Юрий Адамович Чеботарь.

## История
Министерство было создано постановлением Совета Министров Республики Беларусь от 14 марта 1994 года на базе Государственного комитета Республики Беларусь по экономике и планированию (бывшего Госплана). При министерстве были созданы два департамента — цен и по экономическим вопросам обороны. 24 мая 1994 года Совет Министров утвердил положение о министерстве, 6 октября 1995 года он же утвердил новое положение. 2 июля 1997 года Совет Министров скорректировал функции министерства, поручив ему некоторые задачи в области энергетики. 23 января 1998 года при министерстве были образованы Комитет цен, Комитет по инвестициям и Комитет по экономическим вопросам обороны. 4 мая 1998 года были утверждения положения о министерстве и об этих комитетах. 24 сентября 2001 года указом президента в министерстве были созданы:
- Департамент по предпринимательству (создан на базе упразднённого Министерства предпринимательства и инвестиций[4]);
- Департамент по управлению государственным имуществом (создан на базе упразднённого Министерства по управлению государственным имуществом и приватизации[5]);
- Департамент по санации и банкротству;
- Фонд поддержки малого и среднего бизнеса (упразднён 31 августа 2002 года, присоединён к Департаменту по предпринимательству);
- Фонд государственного имущества.

3 октября 2001 года Совет Министров упразднил три комитета при министерстве (цен, по инвестициям и по экономическим вопросам обороны) и возложил их функции на министерство. 31 октября 2001 года Совет Министров образовал 5 департаментов в структуре министерства:
- Департамент макроэкономического анализа и прогнозирования;
- Департамент антимонопольной и ценовой политики;
- Департамент по делам инвестиций;
- Департамент по экономическим вопросам обороны;
- Департамент экономики отраслей ТЭК, химической, микробиологической, фармацевтической промышленности и балансов топливно-энергетических ресурсов.

В связи с широкой сферой деятельности набор функций министерства неоднократно менялся. Министерству несколько раз поручались функции упразднённых ведомств, а другие функции передавались вновь образованным ведомствам. Так, по положению 1998 года, министерство должно было заниматься антимонопольным регулированием; впоследствии эта функция была передана Министерству антимонопольного регулирования и торговли Республики Беларусь.

## Структура
Структура центрального аппарата министерства (по состоянию на 21 августа 2019 года):
- Департамент по предпринимательству;
- Департамент по санации и банкротству;
- Главное управление инвестиционной политики;
- Главное управление макроэкономического анализа и прогнозирования;
- Главное управление методологии и координации государственных программ;
- Главное управление регионального развития и имущественных отношений;
- Главное управление стратегического развития и международного сотрудничества;
- Главное управление устойчивого развития;
- Главное управление экономики промышленности;
- Главное управление экономической интеграции;
- Управление информационных технологий;
- Управление инфраструктуры развития;
- Управление по мобилизационной подготовке экономики;
- Управление прогнозирования внешней торговли;
- Управление экономики социальной сферы;
- Управление экономики строительства;
- Управление экономики инновационной деятельности;
- Отдел международной технической помощи.

Министерству также подчиняются следующие организации:
- ГНУ «Научно-исследовательский экономический институт Министерства экономики РБ»;
- Белорусский фонд финансовой поддержки предпринимателей;
- РУП «Информационный центр Министерства экономики РБ»;
- Государственное учреждение «Национального агентство инвестиций и приватизации»;
- территориальные органы по санации и банкротству.

## Руководство
- Министр — Чеботарь Юрий Адамович (с 4 января 2024 года),
- Первый заместитель министра — Картун Андрей Михайлович,
- Заместитель министра — Абраменко Алеся Николаевна,
- Заместитель министра — Бранцевич Татьяна Викторовна,
- Заместитель министра — Наумович Владимир Александрович,
- Заместитель министра — Мажинская Мария Александровна[8].

### Бывшие министры
- Линг, Сергей Степанович (апрель 1994 — март 1995 года);
- Бадей, Григорий Петрович (март 1995 — август 1996 года)>;
- Шимов, Владимир Николаевич (ноябрь 1996 — июнь 2002 года);
- Кобяков, Андрей Владимирович (июль 2002 — декабрь 2003 года);
- Зайченко, Николай Петрович (декабрь 2003 — декабрь 2009 года);
- Снопков, Николай Геннадьевич (декабрь 2009 — декабрь 2014 года);
- Зиновский, Владимир Иванович (декабрь 2014 — август 2018 года);
- Крутой, Дмитрий Николаевич (18 августа 2018 года — 29 ноября 2019 года).

## Геральдические символы
Указом Президента Республики Беларусь № 197 от 25 мая 2021 года с целью сохранения и развития традиций экономических органов Республики Беларусь были созданы эмблема и флаг Министерства экономики Республики Беларусь, а также их положения.
Эмблема Министерства экономики Республики Беларусь представляет собой круг со стилизованным рисунком земного шара фиолетового цвета на светло-сером фоне с параллелями и меридианами светло-серого цвета и обрамлением серебристого цвета. В центре земного шара размещён контур территории Республики Беларусь белого цвета с обрамлением фиолетового цвета. Внутри контура — стилизованная столбчатая диаграмма в виде девяти вертикальных прямоугольников белого цвета, ограниченных сверху фиолетовой линией, имеющей форму графика экспоненты и заканчивается стрелкой, направленной вправо и вверх. Граница круга ограничена фиолетовыми линиями. В верхней части обрамления на белом фоне размещено изображение белорусского орнамента красного цвета, внизу — надпись фиолетового цвета «Міністэрства эканомікі Рэспублікі Беларусь». Верхнюю часть обрамления венчает изображение Государственного герба Республики Беларусь фиолетового цвета.
Флаг Министерства экономики Республики Беларусь представляет собой прямоугольное полотнище фиолетового цвета с соотношением сторон 1:2. По центру внешней и изнаночной сторон полотнища расположена эмблема Министерства экономики.